# Joseph Kazadi Mamba
Joseph Kazadi Mamba, connu sous le nom de plume Jeff Kaleb Hobiang, est un journaliste et communicant congolais. Il est président fondateur du média en ligne ACTU7.CD.

## Biographie
Né le 19 décembre 1989 à Tshikapa, Joseph Kazadi effectue sa scolarité primaire à l’école du Progrès (Complexe scolaire Kapia), puis à l’EP 1 Lukonga à Kananga. Il poursuit ses études secondaires à l’Institut Technique Commercial (ITC/Diangata), puis à l’Institut de Tshikapa, où il obtient un diplôme d’État en pédagogie générale.
Installé à Kinshasa, il intègre l’IFASIC où il obtient en 2016 une licence en journalisme, spécialité politique extérieure.

## Parcours professionnel
Il commence sa carrière journalistique en 2009 à Tshikapa. Il rejoint plus tard 7SUR7.CD, où il est tour à tour reporter puis rédacteur en chef. Il collabore également avec d'autres médias comme DIREK TV, le Journal APIC, Vision Infos et Congo Web TV.
En 2020, il fonde ACTU7.CD, un média d'information générale et politique basé à Kinshasa, dont il est président fondateur.
Il est nommé en septembre 2020 assistant de presse au cabinet du ministre des Postes, Télécommunications et Nouvelles Technologies de l’Information et de la Communication (PTNTIC), Augustin Kibassa Maliba. En juin 2023, il devient conseiller en charge de la communication du même ministère.
En mai 2021, il intervient publiquement au sujet de la redevance RAM, précisant que le ministère des PTNTIC ne perçoit aucune somme liée à cette taxe.

## Engagements professionnels et litiges
En 2021, il est candidat à la présidence de la section Kinshasa de l'Union nationale de la presse du Congo (UNPC). Après l'invalidation de sa candidature, il conteste celle de Jean-Marie Kassamba et dépose plusieurs recours.
En octobre 2021, un procès est ouvert au tribunal de Kinshasa/Gombe entre les deux parties.
En mars 2020, alors journaliste pour 7SUR7.CD, il est victime de violences au ministère du Budget alors qu’il enquêtait sur des allégations de rétrocommissions.
Il est également membre de l'ASBL Journalistes pour l'Unité et la Paix (JUP), qui défend sa position contre le retrait de sa carte professionnelle, jugé irrégulier.

## Vie personnelle
Joseph Kazadi est marié et père d’un enfant. Il est issu d’une famille de neuf enfants.